# Rozhanovce
Rozhanovce este un sat în districtul Košice-okolie din estul Slovaciei. Este situat la douăzeci de kilometri de orașul Košice.

## Demografie
| An:                | 1994 | 2004   | 2014   | 2024    |
| ------------------ | ---- | ------ | ------ | ------- |
| Număr de persoane: | 2037 | 2160   | 2368   | 2632    |
| Diferență:         |      | +6,03% | +9,62% | +11,14% |

| An:                | 2023 | 2024   |
| ------------------ | ---- | ------ |
| Număr de persoane: | 2637 | 2632   |
| Diferență:         |      | −0,18% |